# Flowers River
Der Flowers River ist ein etwa 100 km langer Zufluss der Labradorsee im Osten von Labrador in der kanadischen Provinz Neufundland und Labrador.

## Flusslauf
Der Flowers River hat seinen Ursprung in einem 380 m hoch gelegenen namenlosen See. Der Flowers River fließt in überwiegend östlicher Richtung durch den zentralen Osten der Labrador-Halbinsel und mündet 54 km westnordwestlich von Hopedale in das Kopfende der 23 km langen Flowers Bay. Etwa 16 km nördlich der Mündung befindet sich die verlassene Siedlung Davis Inlet. Bei Flusskilometer 79 mündet der Kamatuetet-shipiss von links in den Flowers River. Zwischen Flusskilometer 47 und 67 durchfließt der Flowers River drei Seen. Das Einzugsgebiet des Flowers River umfasst 1443 km².

## Flussfauna
Im Flusssystem des Flowers River kommen Atlantischer Lachs, die anadrome Form des Bachsaiblings sowie der Wandersaibling vor. Bei Flusskilometer 46,7 befindet sich ein 4,3 m hoher Wasserfall, der bei geringer Wasserführung ein Hindernis für Wanderfische darstellt.